# 翔べイカロスの翼
『翔べイカロスの翼』（とべイカロスのつばさ）は、1978年に発刊された草鹿宏著作のノンフィクション作品。また、同書をもとにしたドラマ、映画、演劇作品。

## 概要
ノンフィクション書籍の正式な名称は『翔べイカロスの翼 - 青春のロマンをピエロに賭けた若者の愛と死』である。
写真家志望の青年、栗原徹は、サーカス団員たちの写真を撮り続けるうちにサーカスそのものに魅せられていく。ついには自らも入団しピエロとなって活躍、サーカス団のスターとなるが、演技中のアクシデントにより20代の若さでこの世を去った。同書は栗原が遺した日記と関係者への取材により構成されている。
1979年に西城秀樹主演でテレビドラマ化、1980年にはさだまさし主演のインディーズ映画が制作・発表された。同じく1980年には、西友ファミリー劇場でミュージカル化（主演：子門真人）。1986年 - 1995年には劇団東演が小松幹生の脚本により舞台化、2009年5月には新しい演出・脚本で上演された。

## 作品解説
栗原徹は大学卒業後、写真家を志すが芽が出ず悩む日々を送っていた。しかし命がけの芸に生きるサーカス団員を取材するうち、彼らの世界を内側から撮りたいという思いに駆られ、雑用係としてキグレサーカスに入団する。その生活の中で、サーカスというものは大きな家族のようなものだと感じた栗原は、自らもサーカスの人間になりたいという思いから、芸人修行を願い出た。当初は高学歴の若者の気まぐれと考え、難色を示していた団員達も、やがて彼の熱意に打たれて芸を教え始める。
入団三年目、栗原はピエロを目指す。それまで日本のサーカスでは「ピエロ」は「からかい」とも呼ばれ、おどけた仕草で笑いをとるだけの存在であり、年を取って身体能力の落ちた芸人の役どころとされていた。しかし栗原は、海外で”クラウン”と称される、豊かな表現力と高度な芸で観客を魅了する一流のピエロを目標とし、パントマイムやアクロバットの技術を身に着ける。さらに危険な「高綱渡り」にも挑み、「綱渡りの綱の中央で椅子に座り、ポーズをとってみせる」という高難度の芸をもマスターした。独学でキャラクター作りにも取り組み、ファンサービスを惜しまない栗原は「ピエロのクリちゃん」として子供たちの人気者となる。
栗原の活躍ぶりは日本のサーカス界でも「キグレに良いピエロがいる」と噂を呼び、ショーの流れを変えた存在として注目を集めるようになっていく。その裏には、他の芸人が寝静まった夜中にもメーキャップを施し、鏡の前で稽古に励むという不眠不休の努力があった。偶然その現場を目撃した団員は、暗闇の中で白塗りのピエロが踊っている姿に肝をつぶしたという。
すでにキグレの屋台骨を支えるトップスターとなっていた栗原だが、写真家としての道をあきらめたわけではなく、いずれ世界に出て海外のサーカスに飛び込み、舞台に立ちつつ内側からサーカスを撮りたいという夢を抱いていた。
しかし水戸市での興行において、高綱渡りのクライマックスである「椅子に座ってのポーズ」を終えてゴールへ向かおうとしたとき、テント上部の通気口から突風が吹きこみ、栗原はバランスを失って落下。折悪しく、最も危険な場面を終えたために防護ネットは回収され始めていた。団員たちは慌ててネットを引き戻したが、瞬時の差で間に合わず栗原はステージ床に叩きつけられた。
栗原は瀕死の重傷を負いながらも、子供たちにショックを与えぬようにしてほしいと言い残した。彼が運び込まれた病院やサーカスの受付には、子供たちからの”クリちゃん”の無事を願う電話が鳴り続けたが、その声も空しく栗原はこの世を去った。
著者の草鹿宏は同書の中で、栗原の事故の原因はスター芸人として平日4時間、週末はその倍を出ずっぱりで務めるというハードなスケジュールにあったこと、その状態でさらに睡眠時間を削ってまで稽古に励んでいたことによる疲労の蓄積にあったのではないかと推測している。栗原にパントマイムを教えたヨネヤマ・ママコは、常識に挑むかのような生涯を駆け抜けた栗原を、ギリシャ神話のイカロスに例えてその死を惜しんだ。

## テレビドラマ
1979年10月7日、TBS系列『東芝日曜劇場』で放送。TBS制作。主演は西城秀樹。演出は鴨下信一、脚本は石井君子。
『東芝日曜劇場』の通常放送は21：00 - 21：54であるが、当日は第35回衆議院議員総選挙の特別番組が編成されたため、20：45 - 21：40に放送された。

### キャスト
- 史郎：西城秀樹
- サーカス団長・剛：谷啓
- 宝生あやこ
- 倉石功
- 岩本多代
- 東てる美
- 里見奈保

## 映画
1980年1月26日に劇場公開された。音楽監督兼主演はさだまさし。
さだ初主演（出演ならば1979年に『関白宣言』で端役経験あり）作品。
独立系で公開のため、目立つヒットにはつながっていない。
主題歌「道化師のソネット」は作品内容から着想して制作された書き下ろし。
音源は一部の歌詞が省略されていることも含み劇場版オリジナルであり、リリースされたシングルとは異なる。
全国各地で有志によるホールでの上映会が行われる中、ビデオソフト化要望を受け、2012年10月にユーキャンよりDVDが発売された。
TV放映は1981年11月23日にフジテレビ系ゴールデン洋画劇場にて、また、2014年9月14日、日本映画専門チャンネルにて放映された。2022年6月19日、TOKYO MX（MX2）で放映された。

### スタッフ
- 監督：森川時久
- 脚本：松山善三
- 音楽：さだまさし
- サーカス音楽提供：神津善行
- 撮影：中尾駿一郎
- 美術：村木忍
- 編集：黒岩義民
- 録音：本田孜
- 助監督：渡辺範雄
- 照明：中谷敏清
- 撮影協力：キグレサーカス
- プロデューサー：相澤徹
- 制作協力：フリーフライト
- 企画・製作者：山口逸郎

### キャスト
- 栗山徹：さだまさし
- 母：奈良岡朋子
- 団長・岡野雄之：ハナ肇
- 妻・春枝：水野利枝[3]
- 息子・チビ：藤原友宏
- 山下鉄男：橋本功
- 妻・美子：井上美一
- 佐藤進：兵藤健
- 三輪彌七：宮口精二
- 三輪信介：尾藤イサオ
- 三輪百合：原田美枝子
- 南照子：倍賞美津子
- その子供：石井隆一
- 祖父・錦八：曾我廼家五郎八
- 照子の情夫：蟹江敬三
- 三木のり平（本人役）
- ヨネヤマ・ママコ（本人役）